# Escuela de Derecho de Nueva York
La Escuela de Derecho de Nueva York (New York Law School en idioma inglés) es una Escuela de Derecho privada ubicada en el barrio de Tribeca en Nueva York. 
El profesorado de la NYLS (por sus siglas en inglés) cuenta con 54 profesores a tiempo completo y 59 profesores adjuntos. Catedráticos notables incluyen a Edward A. Purcell Jr., una autoridad sobre la historia de la Corte Suprema de los Estados Unidos y Nadine Strossen, experta en derecho constitucional y presidente de la Unión Americana de Libertades Civiles entre 1991 y 2008. Entre los prominentes exalumnos se encuentran Maurice G. Greenberg, antiguo presidente y CEO de American International Group Inc. y actual presidente y CEO de C.V. Starr and Co. Inc.; Charles Phillips, CEO de información y antiguo presidente de Oracle: y Judith Sheindlin, juez de la corte de familia de Nueva York, autora y personalidad de televisión. Otros graduados incluyen el juez de la Corte Suprema de los Estados Unidos John Marshal Harlan II y el poeta ganador del Premio Pulitzer Wallace Stevens. 
De acuerdo con las declaraciones solicitadas por la American Bar Association, el 88.2% de la promoción del 2015 obtuvo empleo 10 meses luego de su graduación y el 69% obtuvo un puesto fijo a tiempo completo.

## Historia

### Primeros Años
Durante el invierno de 1890, una disputa se generó en la Escuela de Derecho de la Universidad de Columbia debido a un intento de introducir el 
During the winter of 1890, a dispute arose at Columbia Law School over an attempt to introduce the método de casos de estudio. Este método había sido utilizado en la Escuela de Derecho de la Universidad de Harvard por Christopher Columbus Langdell. El decano y fundador de la Escuela de Derecho de Columbia, Theodore Dwight, se opuso a este método prefiriendo el método tradicional de tener a los estudiantes leyendo tratados en vez de decisiones de las cortes. Debido a este desacuerdo, Dwight y un número de otros profesores y estudiantes de la Escuela de Derecho de Columbia se alejaron y fundaron su propia Escuela de Derecho en el bajo Manhattan al año siguiente.
| George Chase                   | 1891–1918    |
| School closed for World War I  | 1918–1919    |
| George Chase                   | 1919–1924    |
| Robert D. Petty                | 1924–1932    |
| George C. Smith                | 1932–1936    |
| Alfred E. Hinrichs             | 1936–1938    |
| Edmund H. H. Caddy             | 1938–1941    |
| School closed for World War II | 1941–1947    |
| Edmund H. H. Caddy             | 1947–1950    |
| Alison Reppy                   | 1950–1958    |
| Daniel Gutman                  | 1958–1968    |
| Charles W. Froessel            | 1968–1969    |
| Walter A. Rafalko              | 1969–1973    |
| E. Donald Shapiro              | 1973–1983    |
| James F. Simon                 | 1983–1992    |
| Harry Wellington               | 1992–2000    |
| Richard A. Matasar             | 2000–2011    |
| Anthony Crowell                | 2012–Present |

El 11 de junio de 1891, la New York Law School fue autorizada por el Estado de Nueva York y la escuela empezó sus operaciones poco después. Para ese momento, Theodore Dwight estaba enfermo y no era capaz de participar activamente con la escuela así que la posición de decano recayó en uno de los otros profesores que provenían de Columbia, George Chase. New York Law School tuvo sus primeras clases el 1 de octubre de 1891, en el Equitable Building ubicado en 120 Broadway, en el Distrito Financiero del bajo Manhattan.
En 1892, luego de tan solo un año de operaciones, fue la segunda mayor escuela de derecho en los Estados Unidos. El gran crecimiento en matrículas hizo que la escuela adquiriera nuevos locales en 1899  en el 35 Nassau Street, a unas cuadras de la antigua ubicación; y en 1904, la escuela se convirtió en la escuela de derecho más grande de los Estados Unidos. El crecimiento continuo llevó a la escuela a adquirir su propio edificio en 1908, en el 172 Fulton Street, en el Distrito Financiero. La New York Law School permanecería en este local hasta 1918, cuando cerró brevemente debido a la Primera Guerra Mundial.

### Periodo de entreguerras
Cuando la New York Law School reabrió en 1919, estaba ubicada en otro edificio en el 215 calle 23 Oeste en Midtown. Sin embargo, George Chase contrajo una enfermenda que lo obligó a dirigir la escuela postrado en su cama durante los últimos 3 años de su vida. Muró en 1924. La New York Law School continuó sin Chase, viendo que el número de sus matrículas tuvo un record a mediados de los años 1920, pero luego tuvo un constante decrecimiento. Con la llegada de la Gran Depresión, la escuela empezó a ver un serio decrecimiento de las matrículas, que la forzó a aceptar una menor calidad de estudiantes de lo que previamente aceptaba. Con menos estudiantes y de un más pobre desempeño, la escuela se mudó a un espacio menos en el 253 Broadway, justo al frente del City Hall. En 1936, la escuela se mudó a otra ubicación en el 63 Park Row, al lado opuesto de City Hall Park; también se convirtió en una institución coeducativa ese mismo año. Sin embargo, como las matrículas segúan decreciendo, debido tanto a la Gran Depresión como a las levas militares que se iniciaron en 1940, la escuela cerró en 1941. Los estudiantes que quedaron finalizaron sus estudios en la escuela de derecho de la Universidad de San Juan, en Brooklyn.

### Reapertura

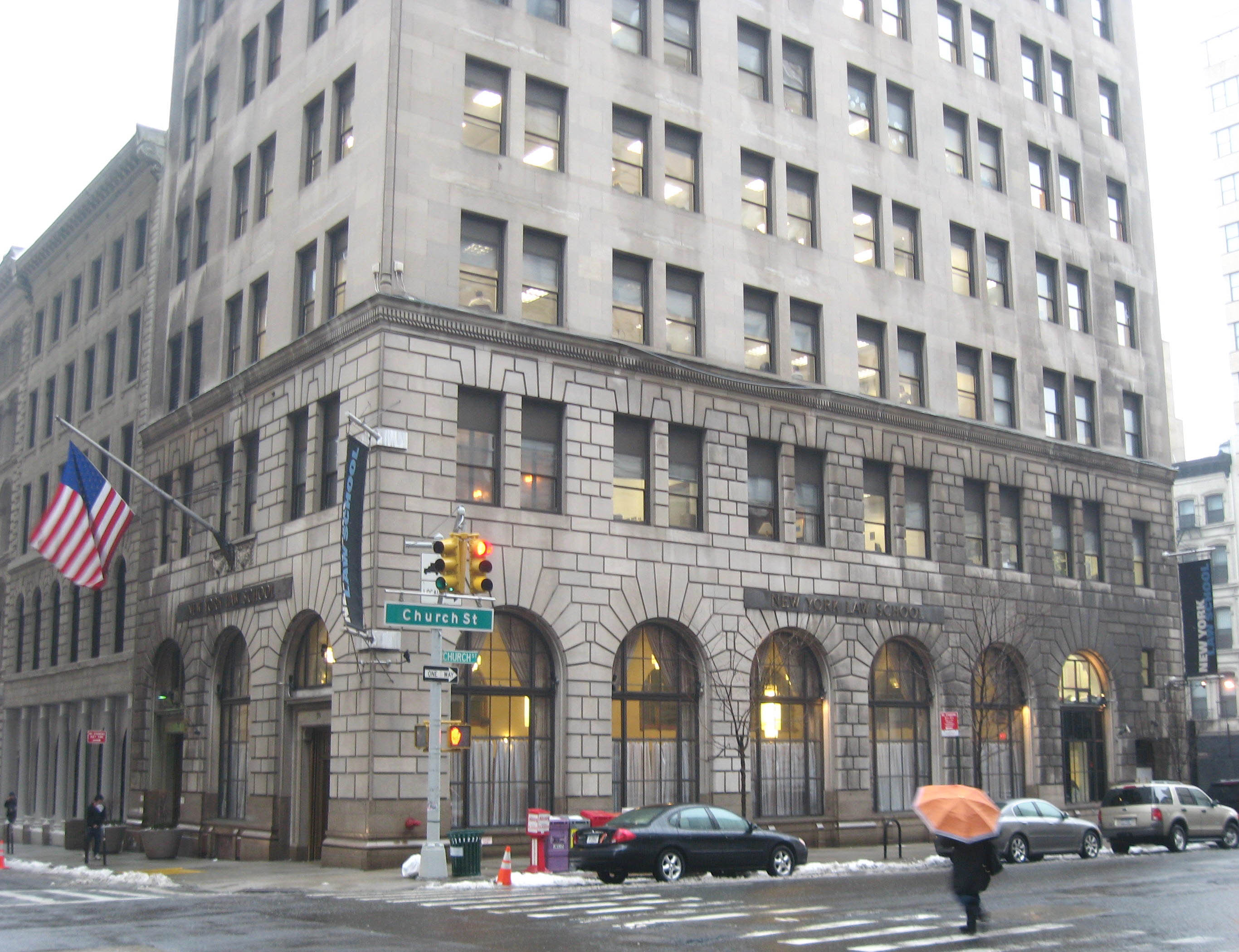
Edificio 57 Worth Street.

Luego de reabrir en 1947, la escuela empezó un nuevo programa que fue influenciado por un comité de exalumnos liderado por el Juez de la Corte Suprema del Estado de Nueva York Albert Cohn. La escuela reinició sus operaciones en un edificio en 244 William Street. En 1954, la New York Law School fue acreditada por la American Bar Association, y en 1962, se mudó al 57 Worth Street, en Tribeca.

### Renacimiento

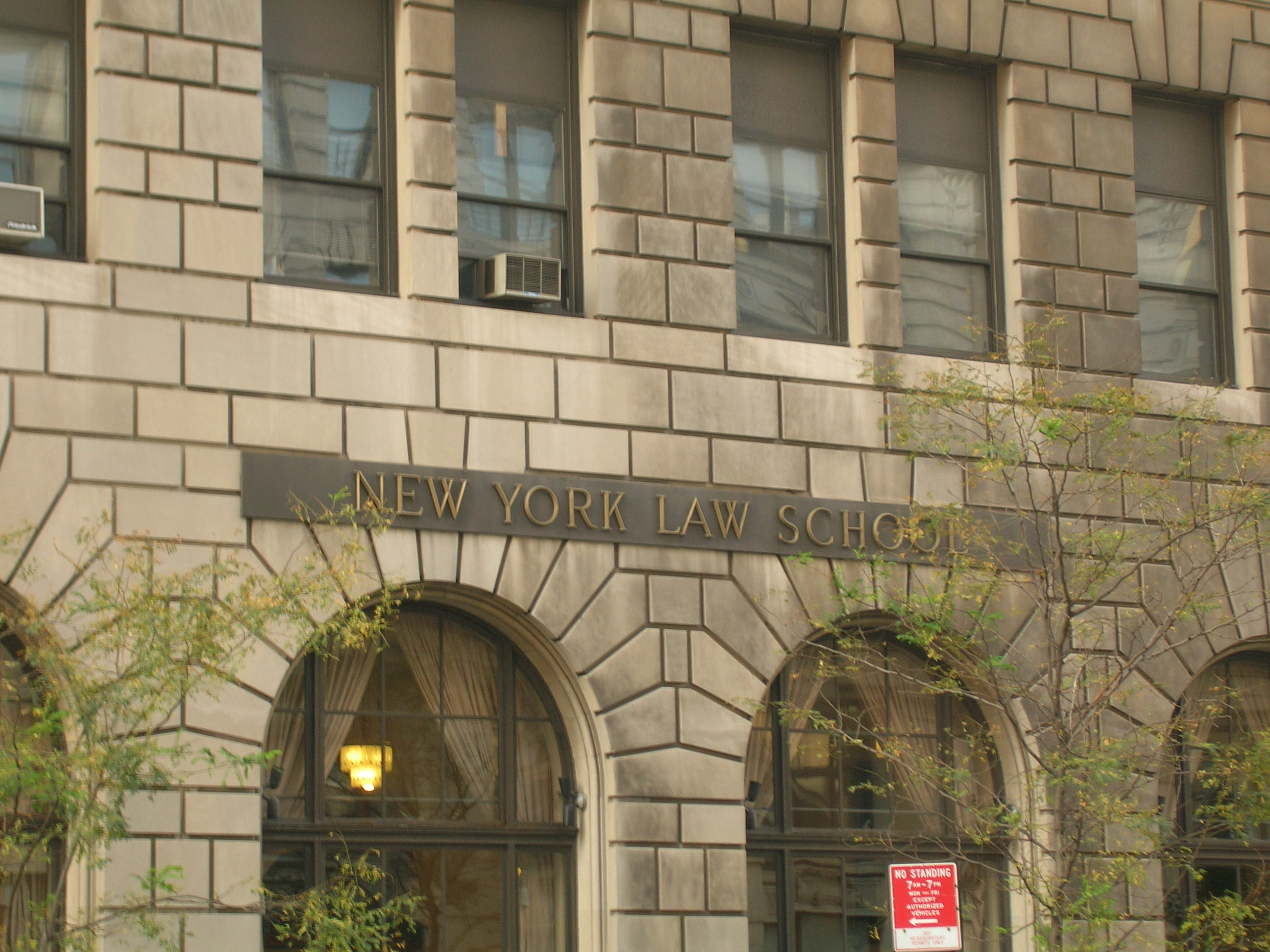
Detalle del frontis del 57 Worth Street

En 1973, E. Donald Shapiro se convirtió en el decano de la escuela y reformó el currículo, expandiéndolo para incluir más clases para entrenar a los estudiantes en más que simplemente pasar el examen de la barra. Estas reformas, combinadas con la asición de nuevos programas de titulación conjunta (en inglés: Joint Degree programs)  con el City College of New York en 1975 y Manhattanville College en 1978, ayudó a la escuela a reclutar nuevos estudiantes. Las reformas al currículo realizadas por el decano Shapiro estuvieron detrás de que la escuela ganara su membresía a la Association of American Law Schools en 1974. Ese mismo año, el Departamento de Educación del Estado de Nueva York cambió su visión de la escuela, a la que criticó en 1973 en un reporte como la peor escuela en el estado, proclamando entonces que la escuela había iniciado a recurre un camino de "renacimiento."
Los edificios de la escuela pasaron por una renovación durante el liderazgo del decano James F. Simon, entre 1983 a 1992. Bajo el sucesor de Simon, decano Harry H. Wellington, que ejerció esa posición hasta el 2000, el currículo fue revisado y se le puso gran énfasis en las habilidades prácticas de un abogado profesional.